# جامعة لويزيانا (مونرو)
جامعة لويزيانا في مونرو [[إنج|University of louisiana at Monroe]] هي جامعة عامة مختلطة في مونرو، لويزيانا، الولايات المتحدة، وجزء من نظام جامعة لويزيانا.

## التاريخ

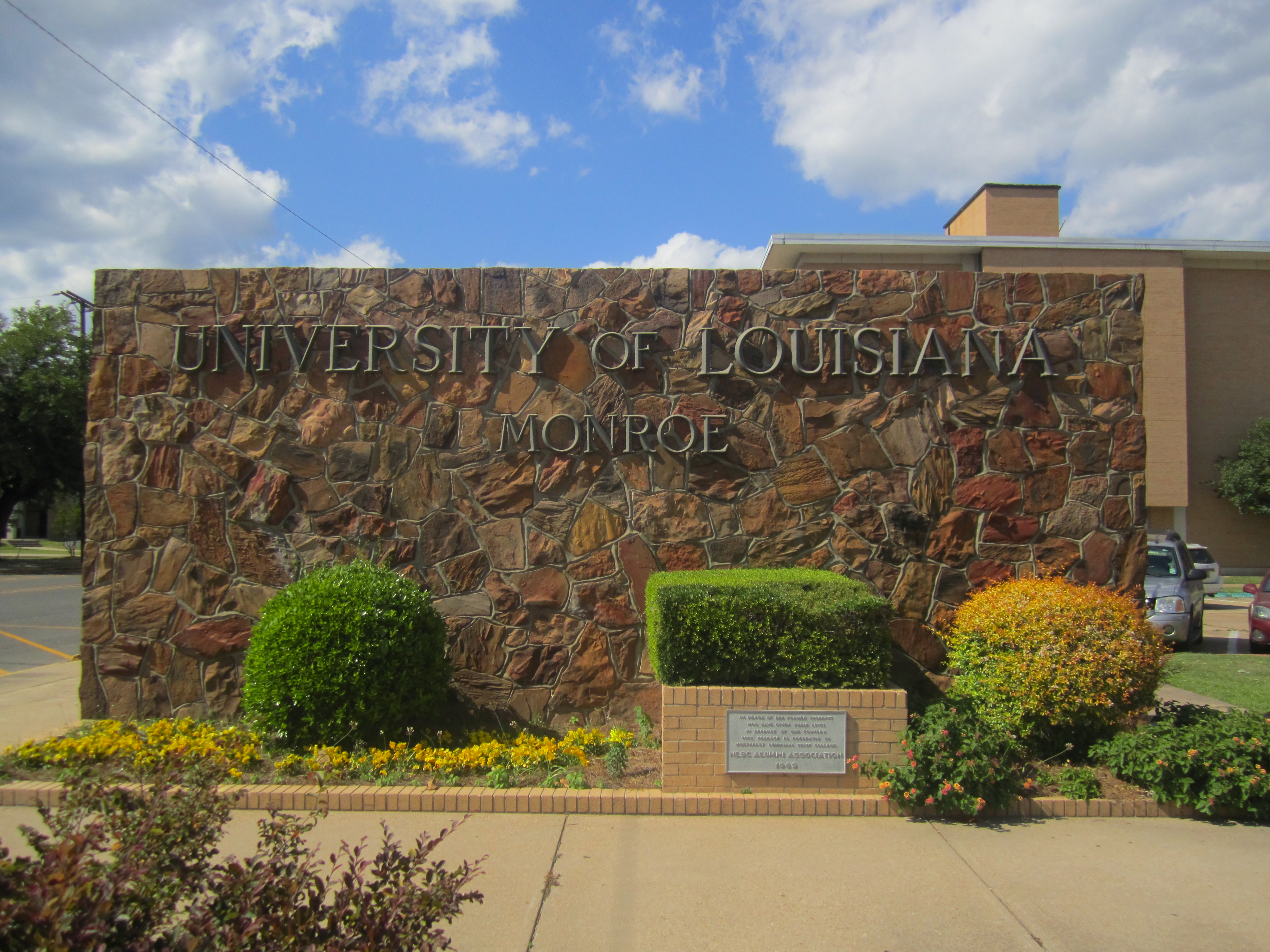
ULM Road Sign 1969

افتتحت في عام 1931 باسم كلية أوتشيتا باريش جونيور. بعد ثلاث سنوات أصبح مركز شمال شرق جامعة ولاية لويزيانا. في عامي 1936 و1937، كان عميدها ستيفن كالدويل.
تغير اسمه مرة أخرى في عام 1949، إلى كلية شمال شرق جونيور في جامعة ولاية لويزيانا. وبعد ذلك بعام أصبحت مؤسسة مستقلة لمدة أربع سنوات باسم كلية ولاية شمال شرق ولاية لويزيانا. في عام 1969 منحت درجة الدكتوراه لأول مرة، وحصلت على مرتبة جامعية في جامعة شمال شرق لويزيانا.
حدث نمو كبير خلال إدارة الرئيس جورج ت. ووكر من 1958 إلى 1976. تحت ووكلر، زاد التسجيل من 2,100 إلى 9,700. أصبحت أكبر جامعة في ولاية لويزيانا الشمالية من حيث الالتحاق ومخصصات الدولة. من بين جميع الجامعات التابعة لمجلس أمناء التعليم العالي في لويزيانا، حصلت على أكبر نسبة مئوية من الحاصلين على شهادات جامعية، والمزيد من البرامج الأكاديمية المعتمدة على المستوى الوطني، وقدمت أعلى رواتب أعضاء هيئة التدريس.
في عام 1999 تغير اسمها إلى الاسم الحالي.

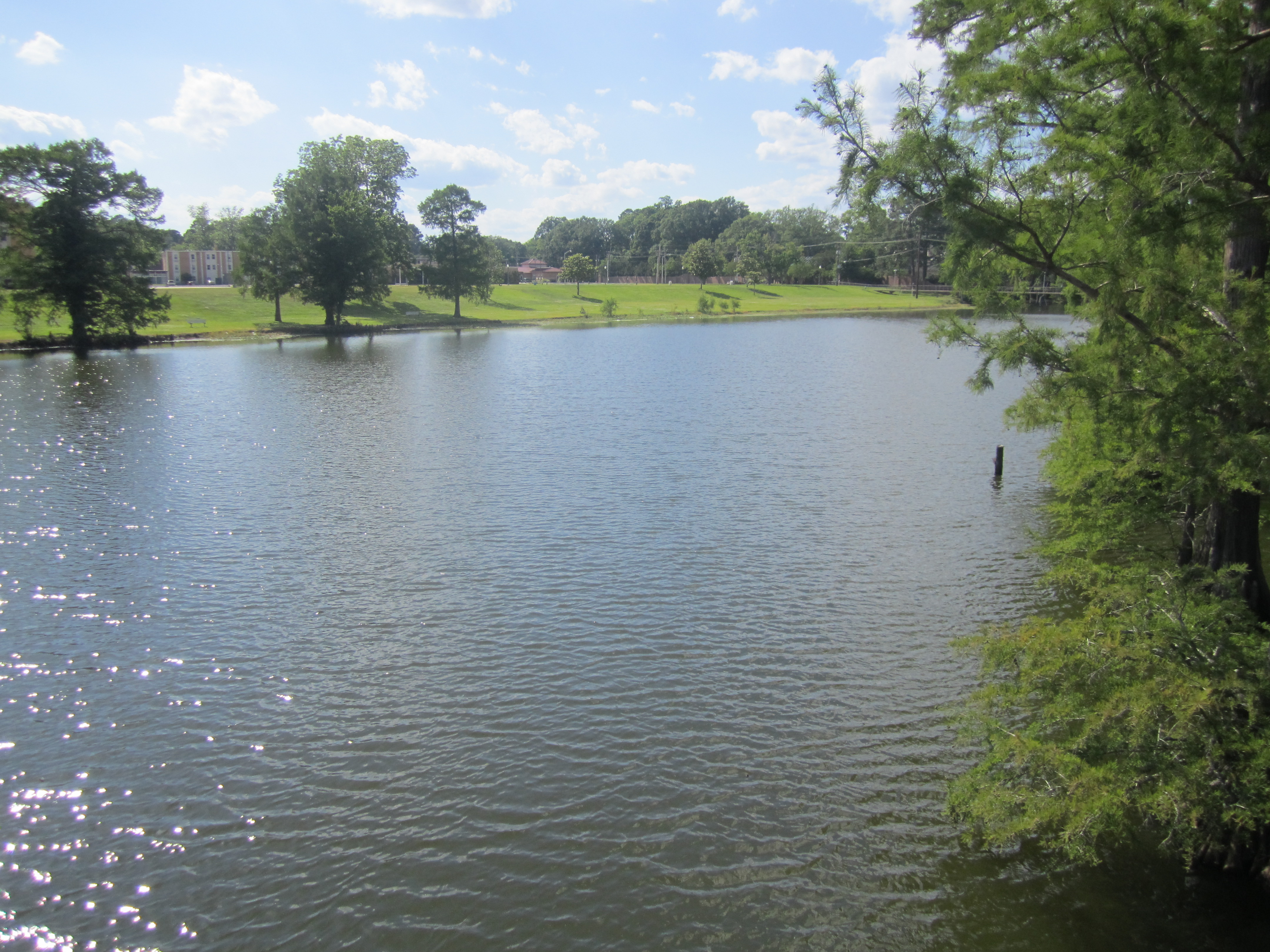
بايو ديسيارد يعبر حرم جامعة مونرو.

## أكاديميات
تحوي الكليات والإدارات التالية:

### التصنيف العالمي
- الجامعات الإقليمية (الجنوبية) - 81
- أفضل برامج الأعمال الجامعية - 338
- أعلى المدارس العامة (الجامعات الإقليمية الجنوبية) - المركز 39
- مدرسة الصيدلة - 74
- علم أمراض الكلام - 181
- أفضل برامج البكالوريوس على الإنترنت - 160
- أفضل برامج الدراسات التجارية عبر الإنترنت - 87
- أفضل برامج التعليم العالي عبر الإنترنت - 103

## خريجون بارزون
بعض خريجي جامعة لويزيانا بجامعة مونرو المشهورين:
- رجال الأعمال: لويد لينارد، تيم براندو، مون جريفون، مارك سويزي، ويلي روبرتسون، روب ردينغ، وجوي أربوجاست
- الفنانون: تيم ماكجرو وديفون أوداي
- لاعبو كرة القدم: كريس هاريس، مارتي بوكر، ستان هامفريز، ستيفف ويليامز، جيمي إدواردز، جو بروفيت، روزفلت بوتس، بوبي بريستر، ودوغ بيدرسون، المدير الحالي لفريق فيلادلفيا إيجلز
- لاعبي البيسبول: وين كوزاي، [4] بن شيتس وتشاك فينلي.
- السياسيون: مايك والسوورث وجيمي مايو.
- لاعبو كرة السلة: كريستي كاري.

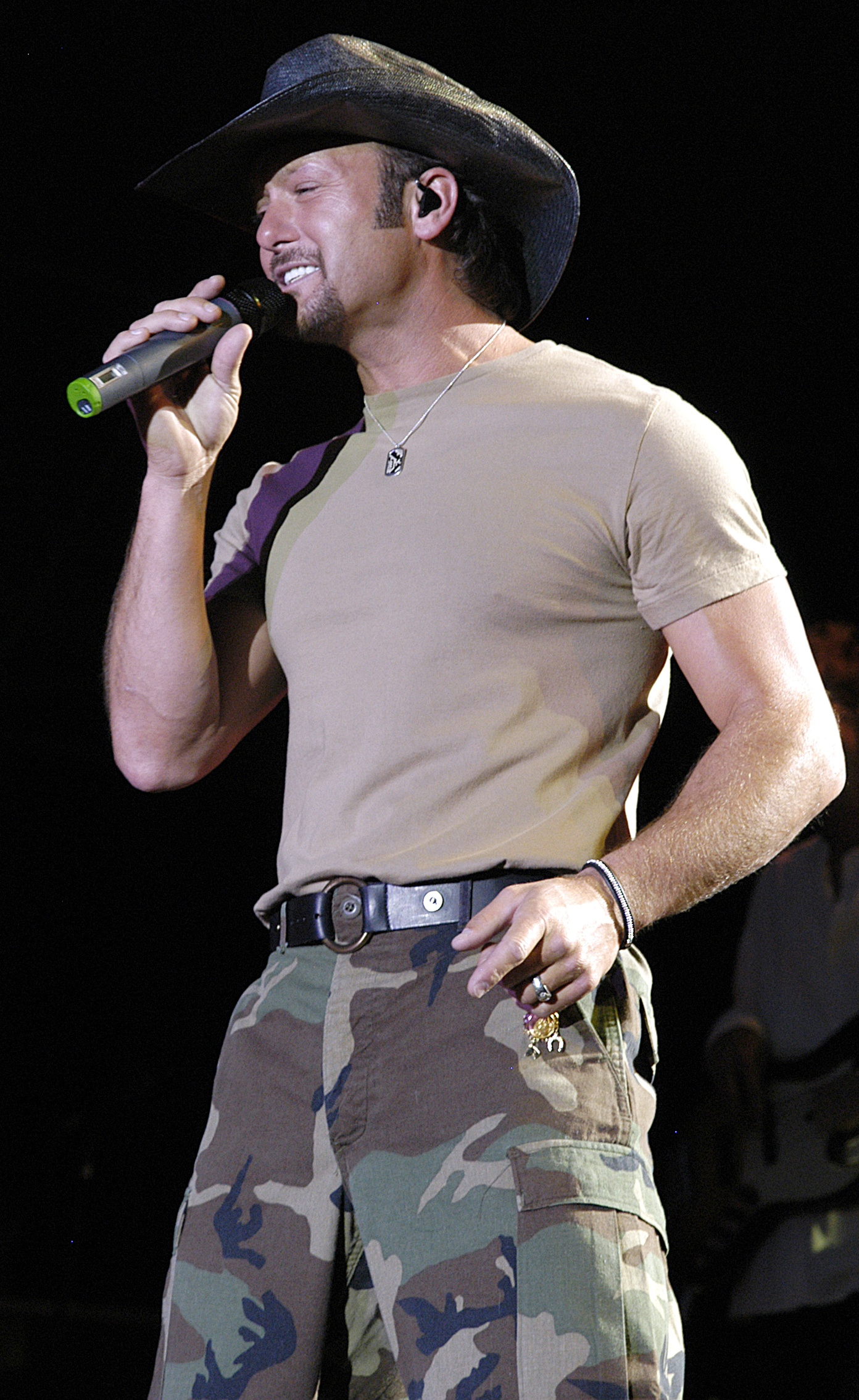
تيم ماكجرو، موسيقي ريفي شهير.
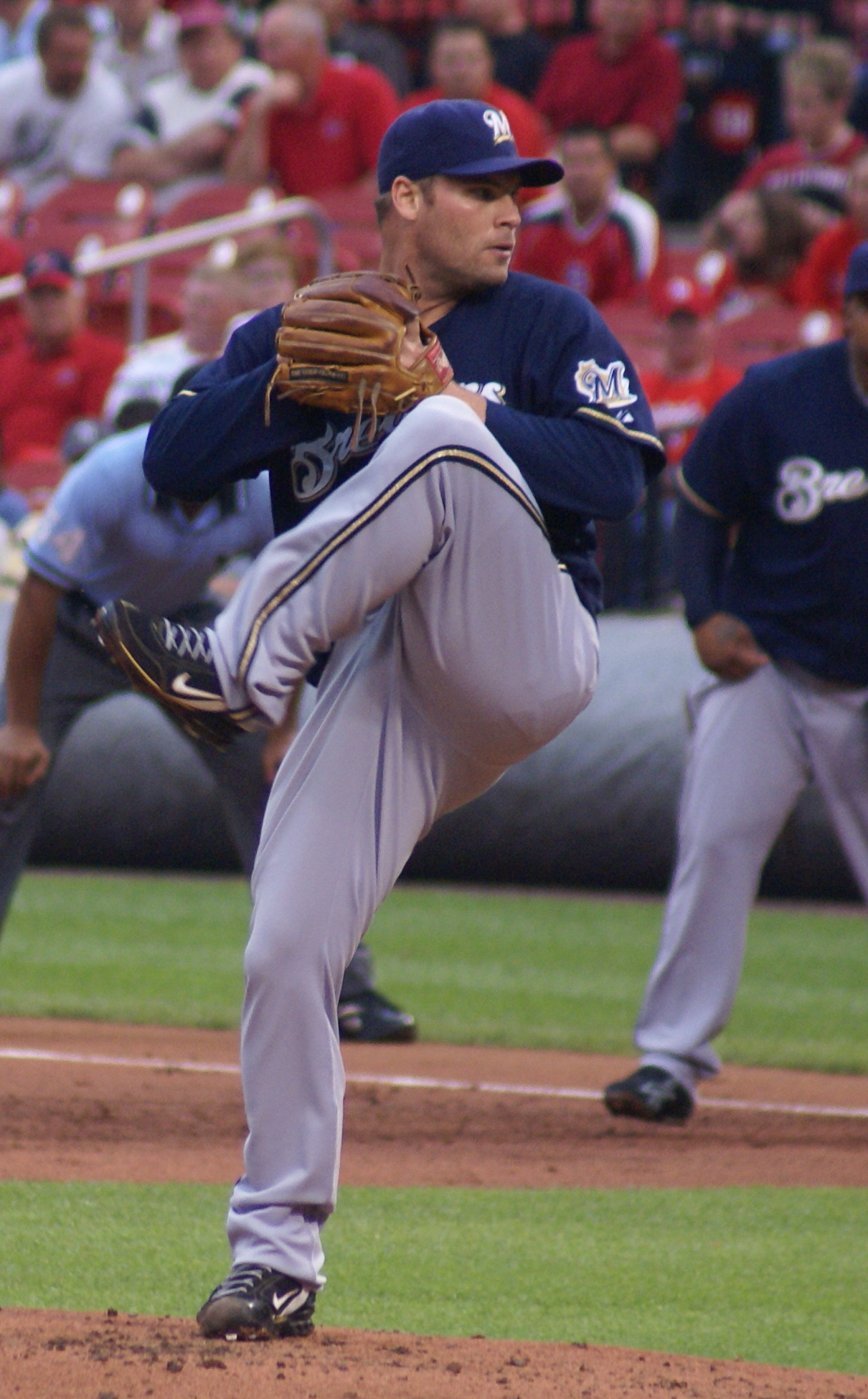
بن شيتس  [لغات أخرى]‏، لاعب سابق
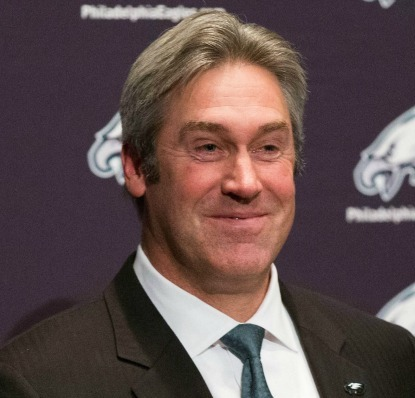
دوغ بيدرسون  [لغات أخرى]‏، المدير الفني لفريق فيلادلفيا إيجلز

## روابط خارجية
- الموقع الرسمي
- موقع ULM لألعاب القوى